# 伊納魯瓦

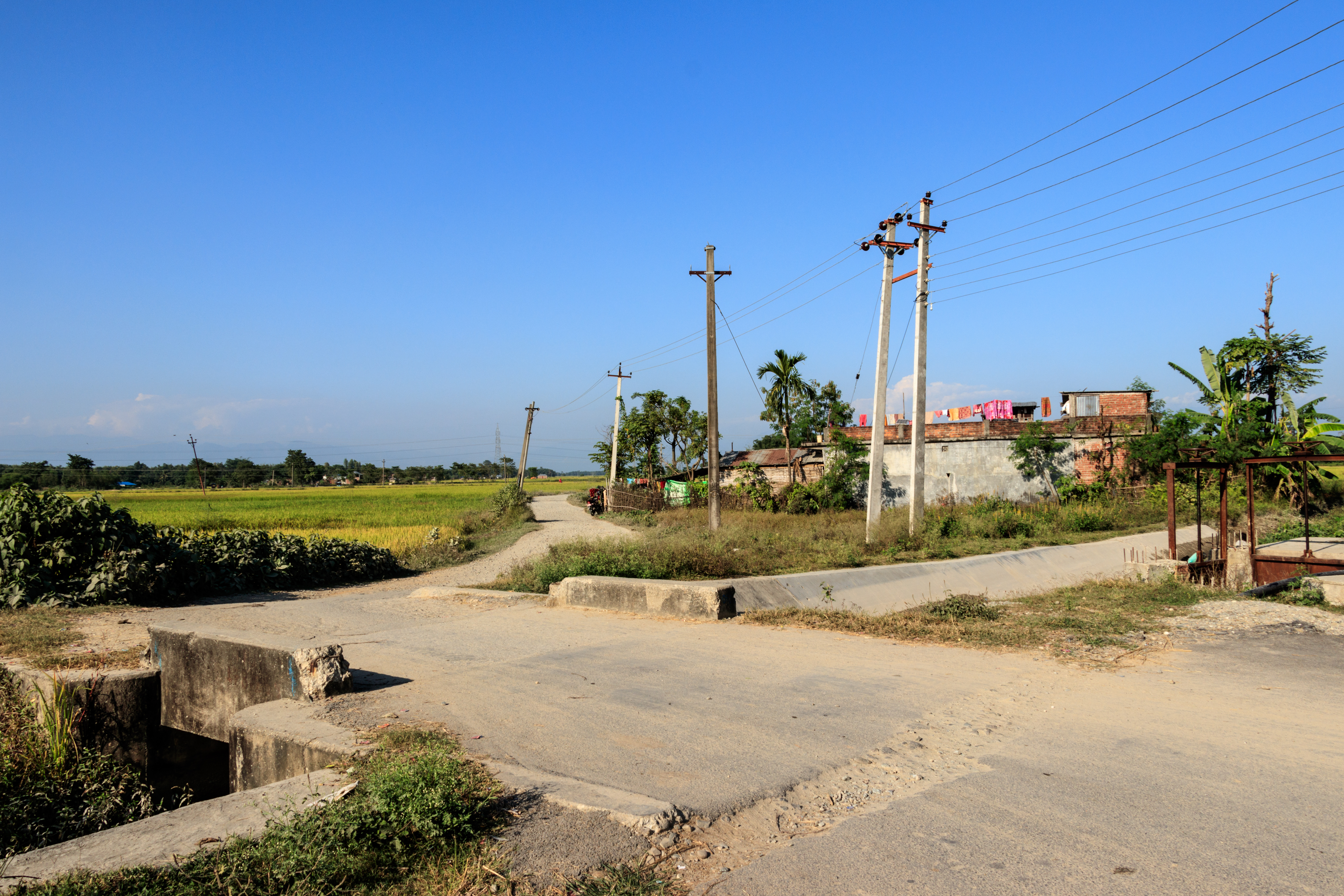
伊納魯瓦

伊納魯瓦（इनरुवा）是尼泊爾的市鎮，位於該國東南部，由戈希省負責管轄，海拔高度91米，受熱帶氣候影響，夏季正常氣溫介乎26至34攝氏度，2011年人口28,454。
26°36′09″N 87°09′00″E / 26.60250°N 87.15000°E